# Asłan Abdullin
Asłan Faridowicz Abdullin (ros. Аслан Фаридович Абдуллин; ur. 27 lipca 1988) – rosyjski zapaśnik startujący w stylu klasycznym. Zdobył brązowy medal na mistrzostwach Europy w 2012. Piąty w Pucharze Świata w 2008 i siódmy w 2011. Trzeci na mistrzostwach Rosji w 2007, 2009, 2012 i 2015 roku.